# Нісіно Акіра
Нісіно Акіра (яп. 西野 朗, нар. 7 квітня 1955, Сайтама) — японський футболіст. По завершенні ігрової кар'єри — тренер. З 2018 року очолює тренерський штаб збірної Японії.

## Клубна кар'єра
Народився 7 квітня 1955 року в місті Сайтама. Грав у футбол в Університеті Васедм.
У дорослому футболі дебютував 1978 року виступами за команду клубу «Хітачі», за яку відіграв 13 років.

## Виступи за збірну
1977 року дебютував в офіційних матчах у складі національної збірної Японії. Провів у формі головної команди країни 12 матчів.

### Статистика виступів
| Збірна Японії | Збірна Японії | Збірна Японії |
| Роки          | Ігри          | голи          |
| ------------- | ------------- | ------------- |
| 1977          | 4             | 0             |
| 1978          | 8             | 1             |
| Усього        | 12            | 1             |

## Кар'єра тренера
Розпочав тренерську кар'єру невдовзі по завершенні кар'єри гравця, 1991 року, очоливши тренерський штаб молодіжної збірної Японії, з якою пропрацював з 1991 по 1992 рік. Протягом 1994–1996 років працював з тими ж гравцями у форматі збірної U-23.
Згодом працював з командою «Касіва Рейсол» (у 1998–2001 роках).
2002 року став головним тренером команди «Гамба Осака», тренував команду з Осаки дев'ять років.
Пізніше очолював команди клубів «Віссел» (Кобе) та «Нагоя Грампус».
2018 року очолив тренерський штаб збірної Японії, яка саме готувалася до тогорічного чемпіонату світу. На мундіалі очолювана Нісіно команда стала автором відразу декількох досягнень. У першому турі групового етапу японці здолали з рахунком 2:1 збірну Колумбії, ставши першим представником АФК, якому вдалося здолати команду з КОНМЕБОЛ у фінальній частині світової першості. Згодом у групі були нічиї у грі проти Сенегалу (2:2) і мінімальна поразка від Польщі (0:1). По завершенні групового етапу японці набрали стільки ж очок, скільки й сенегальці, до того ж ці команди зіграли унічию очну зустріч та мали однакову кількість забитих і пропущених голів. В результаті збірна Японія стала першою командою в історії чемпіонатів світу, що пройшла до раунду плей-оф завдяки кращому показнику Фейр-Плей — в іграх групового етапу азійці набрали менше жовтих карток, ніж африканці. Більше того на мундіалі-2018 команда Нісіно стала єдиним представником азійського континенту на стадії плей-оф. Щоправда там японці не змогли пройти далі 1/8 фіналу. Там їм протистояла збірна Бельгії, яка була явним фаворитом пари. Утім японці дисципліновано оборонялися, а на початку другого тайму провели дві результативні контратаки, повівши 2:0 у рахунку. Однак бельгійці встигли спочатку відігратися, а на четвертій доданій до основного часу гру хвилині й вирвати перемогу. Після світової першості тренер залишив національну команду.

## Титули і досягнення
- Чемпіон Японії (1):

«Ґамба Осака»: 2005
- Володар Кубка Джей-ліги (2):

«Касіва Рейсол»: 1999
«Ґамба Осака»: 2007
- Володар Суперкубка Японії (1):

«Ґамба Осака»: 2007
- Володар Кубка Імператора Японії (2):

«Ґамба Осака»: 2008, 2009
- Переможець Ліги чемпіонів АФК (1):

«Ґамба Осака»: 2008
- Переможець Пантихоокеанського чемпіонату (1):

«Ґамба Осака»: 2008